# Bart Lecoq
Bart Lecoq, version wallonne du leader nationaliste flamand Bart De Wever, est un personnage de fiction imaginé en 2012 par l'écrivain belge Frank Andriat.
Personnage central du roman de politique-fiction Bart chez les Flamands, Bart Lecoq est le président imaginaire du parti nationaliste wallon NWA (Nouvelle Wallonie) en 2030, quatorze ans après la scission de la Belgique. 
La Flandre, devenue une république indépendante, s'est appauvrie alors que la Wallonie est devenue très riche depuis que de l'or a été découvert à La Louvière. 
Le leader nationaliste wallon Bart Lecoq étant insensible aux demandes du roi Philippe et de la reine Mathilde de tendre la main aux Flamands, la première ministre lui lance un défi et l'envoie passer quelques jours en Flandre. Il relève le défi et découvre un pays dont la réalité ne correspond en rien à ses préjugés.